# 파트리스 르콩트
파트리스 르콩트(Patrice Leconte, 1947년 11월 12일 ~ )는 프랑스의 영화 감독, 영화 각본가, 배우이다.

## 출연 작품
- 한 시간의 평화 (2014)
- 프라미스 (2013)
- 파리의 자살가게 (2012)
- 투 씨 더 씨 (2011)
- 미녀들의 전쟁 (2008)
- 선탠하는 사람들 3 - 인생의 친구들 (2006)
- 마이 베스트 프렌드 (2006)
- 도고라, 오픈 아워 아이즈 (2004)
- 친밀한 타인들 (2004)
- 기차를 타고 온 남자 (2002)
- 펠릭스와 롤라 (2000)
- 길로틴 트래지디 (2000)
- 걸 온 더 브릿지 (1999)
- 하프 어 찬스 (1998)
- 리디큘 (1996)
- 뤼미에르와 친구들 (1995)
- 이본느의 향기 (1994)
- 탱고 (1993)
- 사랑한다면 이들처럼 (1990)
- 살인 혐의 (1989)
- 스페셜리스트 (1984)
- 선탠하는 사람들 2 (1979)
- 선탠하는 사람들 (1978)
- 01년 (1972)
- 권태의 실험실 (1971)